# Siparuni River
Siparuni River är ett vattendrag i Guyana.   Det ligger i regionen Potaro-Siparuni, i den centrala delen av landet. Siparuni mynnar i floden Essequibo. Omgivningen utgörs av regnskog.